# Le parole del giglio

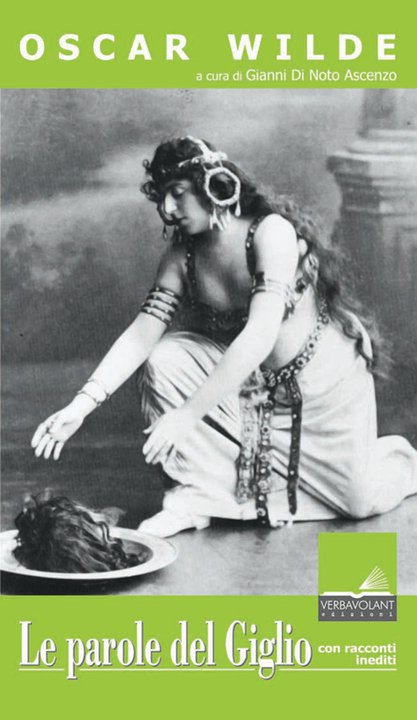
prima edizione novembre 2010

Le parole del giglio  è il titolo di una raccolta di racconti inediti di Oscar Wilde provenienti dalla tradizione francese pubblicata il 27 novembre 2010 dalla verbavolant edizioni di Siracusa e curata dallo scrittore, archeologo, storico e filologo Gianni Di Noto Ascenzo.
Si tratta di un lavoro di filologia atto a recuperare alcuni testi dello scrittore irlandese ormai ritenuti perduti e per certi versi anche inesistenti. La ricerca sarebbe iniziata casualmente, stando alle dichiarazioni del curatore, sulla base di un piccolo racconto inerente alla figura di Giuda individuato in una biografia dell'autore scritta da Richard Ellmann dal titolo "I trenta denari!"; dalle note a margine del testo sarebbe stato individuato il filone francese che riconduceva a tutto il percorso orale di Wilde nella Francia di fine ottocento. L'intera raccolta presenta infatti testi del Dandy narrati non in inglese ma in lingua rigorosamente francese corredata da testo originale a fronte. Nello specifico attraverso un'operazione di Collatio, Recenzio ed emedantio sarebbero stati individuati tutti i testi in lingua non inglese attribuibili a Wilde, per i quali è stata vagliata la monumentale raccolta curata da Guillot De Saix. Sono stati tenuti in considerazione solo quei racconti corrispondenti al modus scrivendi, o meglio in questo caso, modus narrandi dell'autore. Lo stesso titolo della raccolta, Le parole del Giglio è un richiamo alla frenetica attività eccentrica dell'autore inglese. Il termine Giglio posto in maiuscolo è difatti sostantivato e pare si riferisca ad uno dei primi soprannomi di Wilde ad Oxford per cui: Le parole del Giglio = Le parole di Wilde con l'intento di sottolineare fortemente la natura orale di tale produzione.
Non vi è alcun racconto all'interno della raccolta scritto direttamente da Wilde, ma tutti i testi, nessuno escluso, sono una semplice trasposizione delle sue narrazioni ad opera della cerchia di amici che ne ha accolto il contenuto da A. Gidé a Max Bheerbohm e tutti nati in occasioni più o meno particolari. Il testo ha avuto una discreta risonanza mediatica e giornalistica con numerose recensioni anche su testate giornalistiche di indubbio rilievo come il Messaggero, articolo del febbraio 2011 a cura di Renato Minore e la gazzetta del Mezzogiorno con una recensione a cura di Loredana Piré. Molte le interviste e le recensioni presenti sul web in riferimento al peso culturale dell'opera. Il libro è stato presentato tra il 2011 e il 2012 nelle maggiori città italiane e si avvia alla terza ristampa.